# Puerto Villazón
Puerto Villazón (auch: El Cafetal) ist eine Ortschaft im Departamento Beni im Tiefland des südamerikanischen Binnenstaates Bolivien.

## Lage im Nahraum
Puerto Villazón ist der drittgrößte Ort des Kanton Mateguá im Municipio Baures und liegt in der Provinz Iténez auf einer Höhe von 165 m am linken Ufer des Río Iténez. Puerto Villazón liegt in einer Entfernung von 370 Kilometern Luftlinie nordöstlich von Trinidad, der Hauptstadt des Departamentos.

## Geographie
Das Klima im östlichen Beni ist gekennzeichnet durch eine für die Tropen typische ausgeglichene Temperaturkurve mit nur geringen Schwankungen und einem jährlichen Temperaturmittel von knapp 27 °C (siehe Klimadiagramm Magdalena). Der Jahresniederschlag beträgt mehr als 1400 mm, mit einer deutlichen Feuchtezeit von November bis März, und einer Trockenzeit in den Monaten Juni bis August.

## Verkehrsnetz
Puerto Villazón liegt in einer Entfernung von etwa 900 Straßenkilometern nordöstlich von Trinidad, der Hauptstadt des Departamentos.
Von Trinidad aus führt die Nationalstraße Ruta 9 auf 358 Kilometern in südöstlicher Richtung nach San Ramón. Hier trifft sie auf die Ruta 10, die in östlicher Richtung nach 185 Kilometern Santa Rosa de Roca erreicht. Zwei Kilometer östlich von Santa Rosa de la Roca zweigt in nördlicher Richtung ein Seitenzweig der Ruta 10 ab und erreicht nach etwa 445 Kilometern durch die gering besiedelte Grenzregion vorbei an der Nachbargemeinde Remanso die Ortschaft Puerto Villazón.

## Bevölkerung
Die Einwohnerzahl der Ortschaft ist in dem Jahrzehnt zwischen den beiden letzten Volkszählungen um fast ein Drittel zurückgegangen:
| Jahr | Einwohner         | Quelle       |
| ---- | ----------------- | ------------ |
| 1992 | keine Detaildaten | Volkszählung |
| 2001 | 300               | Volkszählung |
| 2012 | 213               | Volkszählung |
| 2024 |                   | Volkszählung |